# Nils Landberg
Nils Landberg, född den 26 maj 1907 i Västra Vingåker, Södermanland, död 1991 i Orrefors, var en svensk glaskonstnär.

## Biografi
Nils Landberg utbildade sig vid grafiska linjen på Slöjdföreningens skola i Göteborg 1923–1925 och fortsatte på rekommendationer därifrån på gravörskolan i Orrefors.
Landberg var verksam vid Orrefors glasbruk 1925-1972, i början som gravör och från 1936 som formgivare. Han har bland annat formgivit tunna, eleganta servis- och konstglas samt utfört glasutsmyckningar i offentliga lokaler i Sverige och utlandet[var?].
Han började med graverat glas och debuterade på Parisutställningen 1937 och deltog även i världsutställningen i New York 1939. Särskilt kända är hans Tulpanglas från början av 1950-talet. Han vann guldmedaljen vid triennalen i Milano 1957 och han är representerad på Nationalmuseum i Stockholm, i Tyskland och i USA. 
Landbergs offentliga utsmyckningar finns på bland annat hotell och restauranger och i banklokaler.[var?]

## Verk i urval

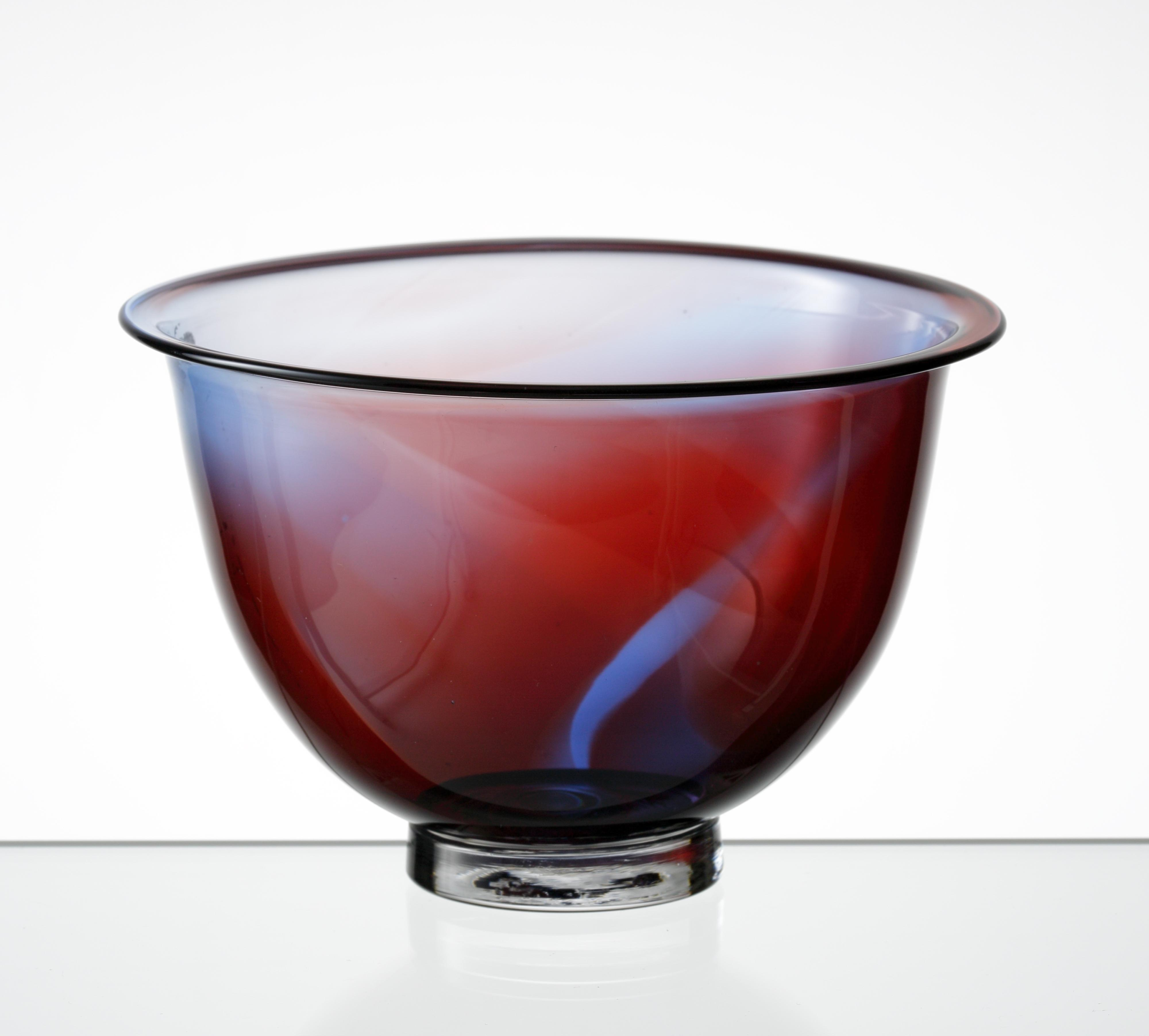
Tan-si, klockformad glasskål i vinrött och ljusblått, 1952.
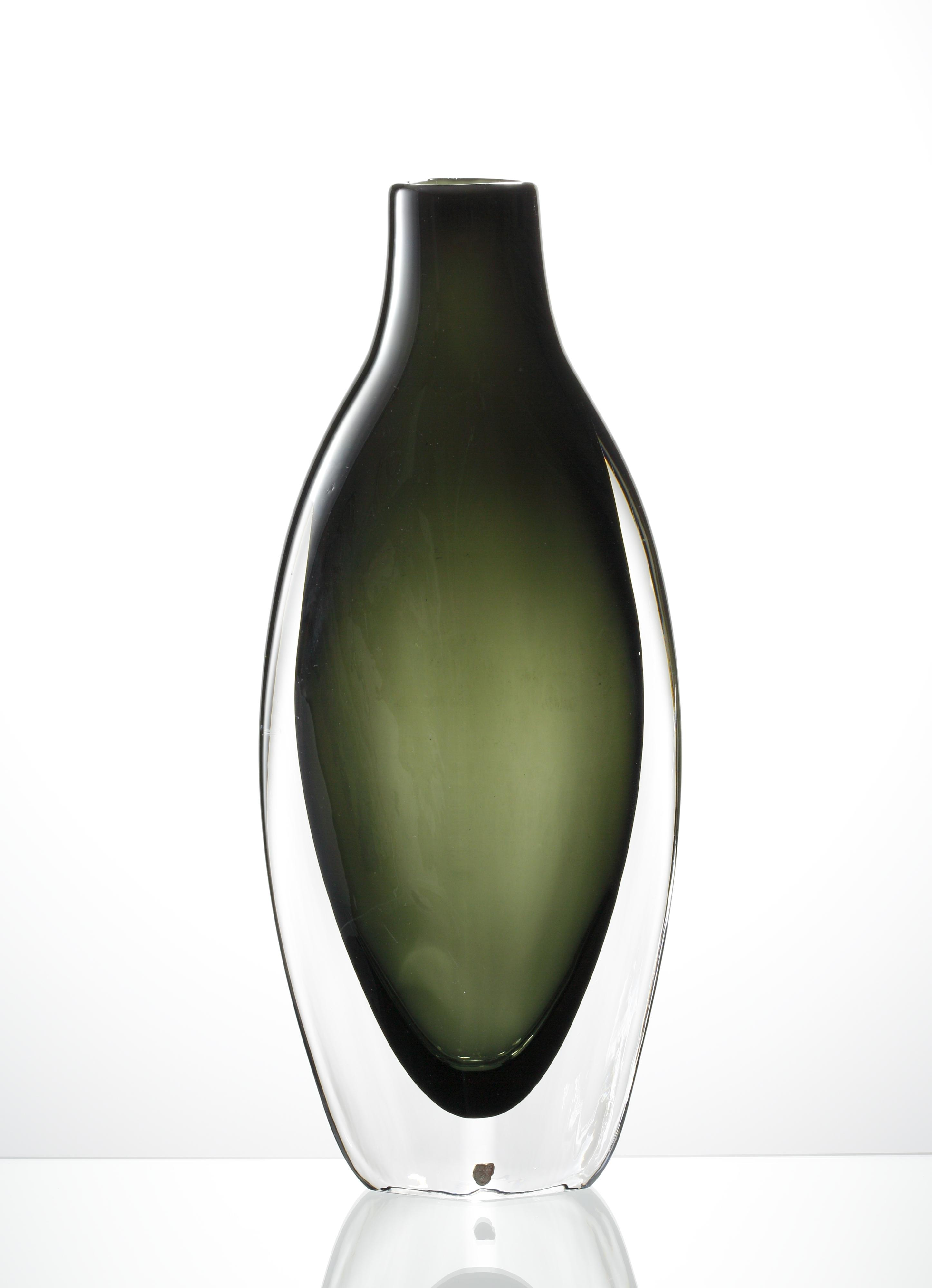
Stor vas med plattad flaskform av mörkgrönt underfång, 1956.
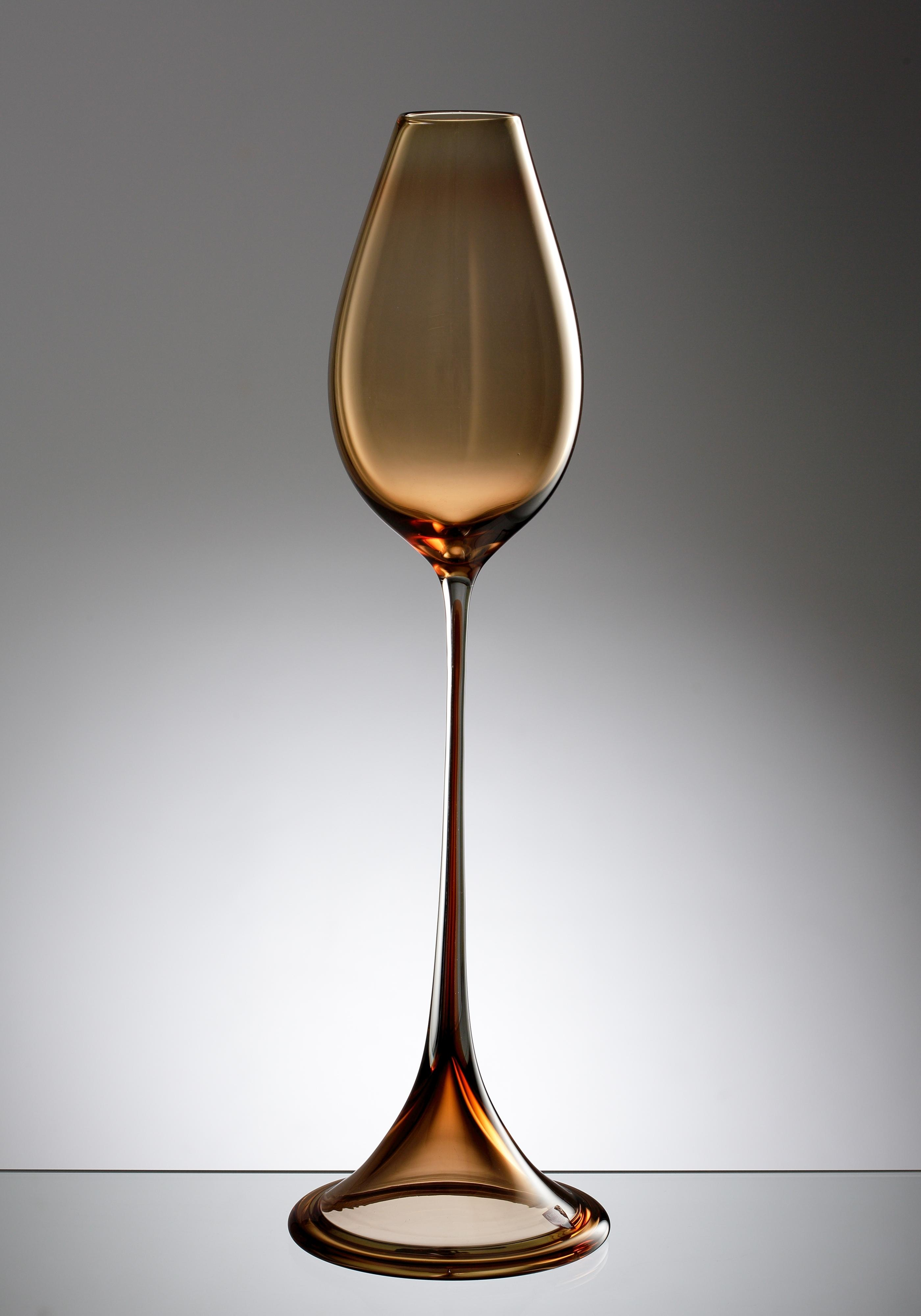
Tulpanvas i bärnstensfärgat underfång, 1957.
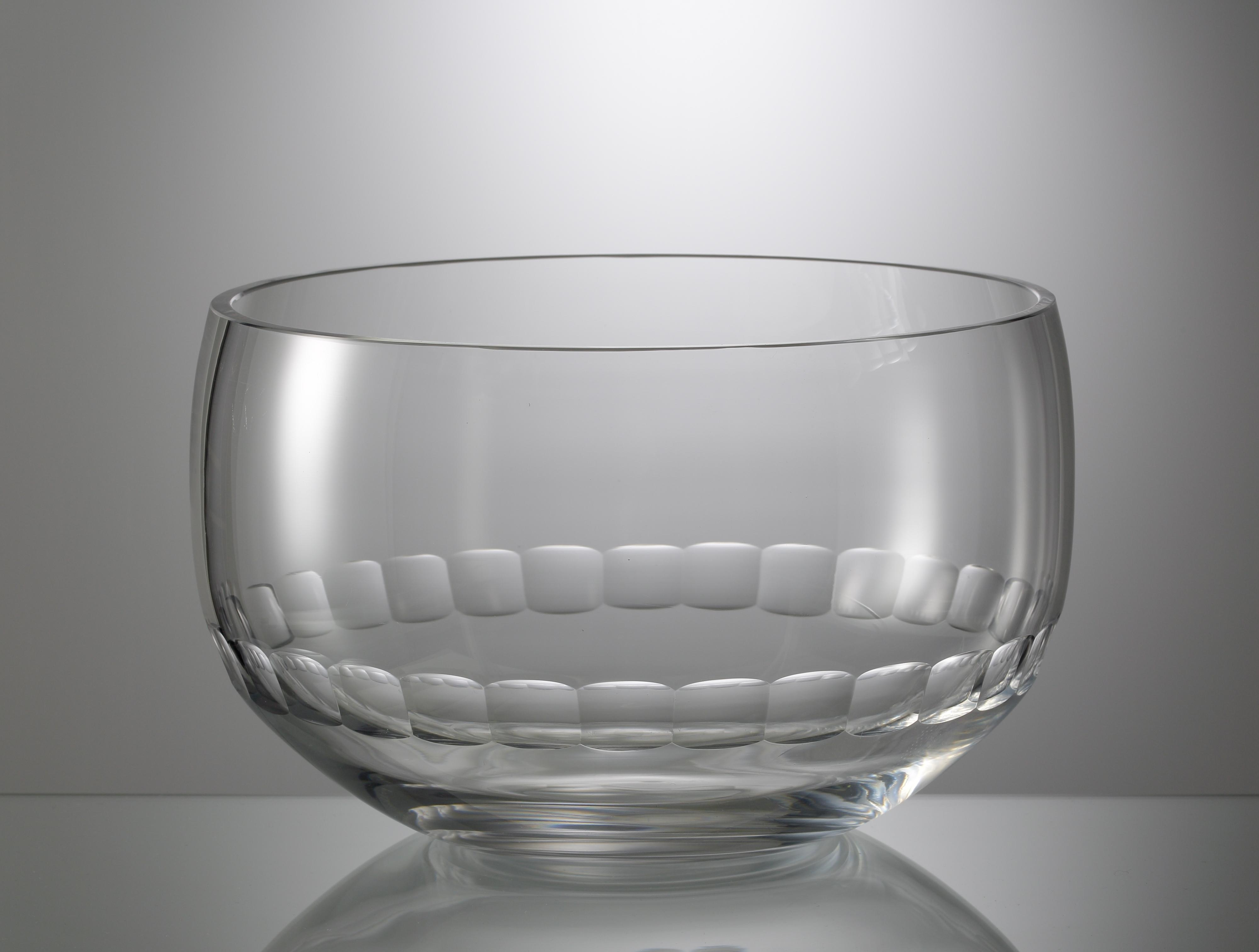
Stor skål i klarglas med en rad slipade fasetter, 1961.
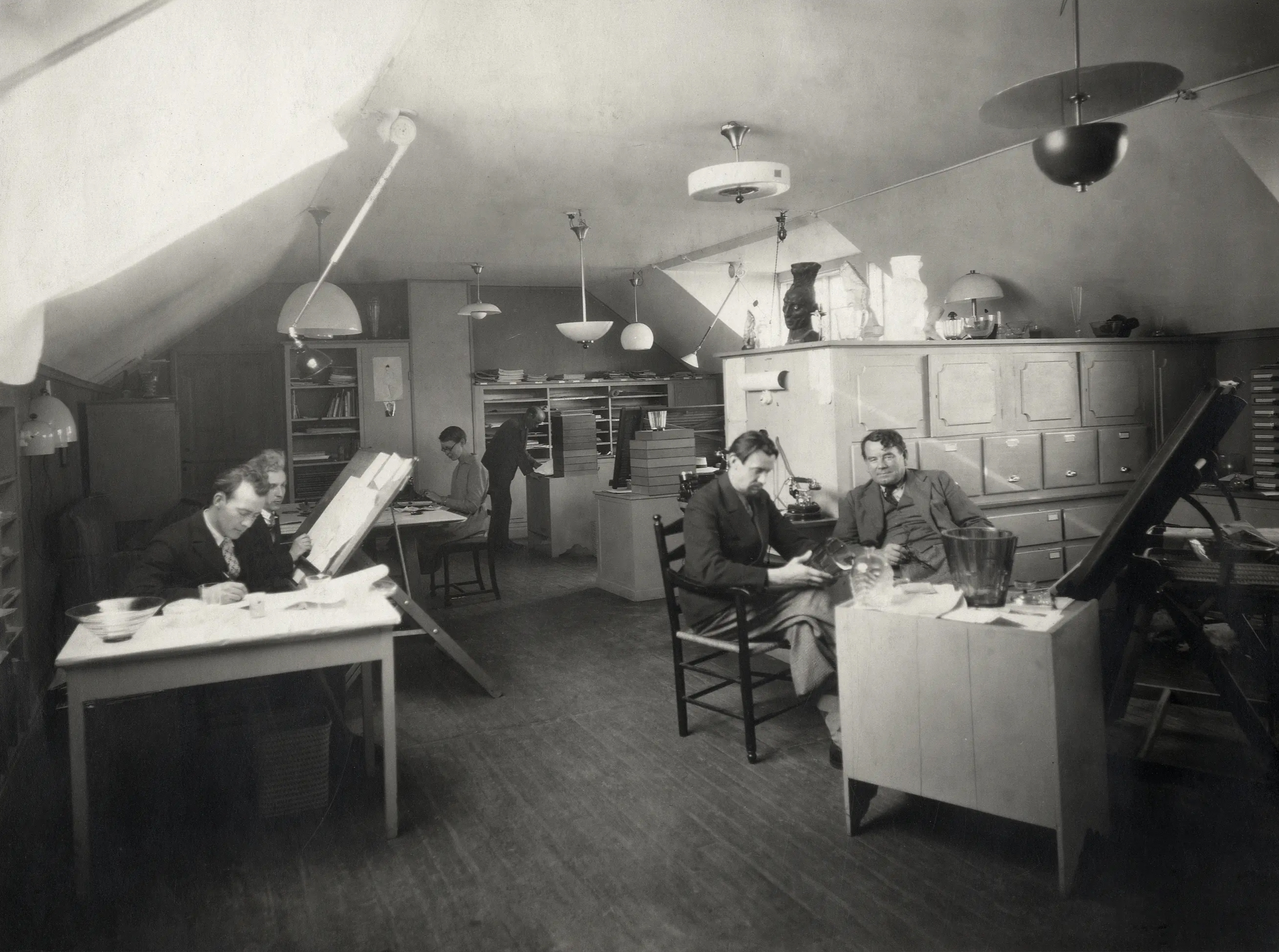
Interiör från ritkontoret på Orrefors glasbruk. Från vänster syns: John Selbing, Nils Landberg, Flory Gate, okänd, Vicke Lindstrand och Simon Gate, ca 1935.